# جوليان كازابلانكاس
Insta: 3b_y1 جوليان جون فرناندو كازابلانكاس (بالإنجليزية: Julian Casablancas)‏ (مولود 23 أغسطس 1978) هو مغني، كاتب اغاني، وموسيقي أمريكي حاصل على جائزة غرامي وهو المغني الرئيسي لفرقة الروك الأمريكية ذا ستروكس، جوليان قام بألبوم منفرد (فرازس فور ذا ينج) اصدر في 3 نوفمبر 2009 .

## نشأته
جوليان ولد في نيو يورك لاب إسباني الاصل أمريكي الجنسية (جون كازابلانكاس)و هو مدير شركة (الت للأزياء)و ام دنماركية (جانيت كرستيانسن) عارضة ازياء سابقة وملكة جمال دنمارك في عام 1965 .

## الحياة الشخصية
في 2001 قابل جوليان جوليت جوسلن حيث كانت المديرة المساعدة ل (ذا ستروكس). بدؤوا بالمواعدة منذ 2003 . تزوج جوليان جوليت في 2005 . جوليان لديه ابن يسمى (كال)ولد في 2010 . والد جوليان توفى من السرطان في يوليو 2013.

## تعليمه
جوليان لم يكمل دراسته في المدرسة ولكن أخذ دروس في الموسيقى.

## الحياة الفنية
في 1998 قرر جوليان واصدقائه (نيك فالنسي) و (فابريزيو مورتي) و (البرت هامند جونيور) و (نيكولاي فريتشر) ان ينشؤوا فرقة ذا ستروكس.اصدرت الفرقة خمس البومات. أول البوم (is this it)اصدر في 2001 . ثاني البوم (room on fire)اصدر في 2003 .ثالث البوم (First Impressions of Earth)اصدر في 2005 .رابع البوم (Angles) اصدر في 2011 . والالبوم الخامس (Comedown Machine)اصدر في 2013 .

## العمل الفردي
في 3 نوفمبر 2009 اصدر البوم جوليان الفردي (فرازس فور ذا ينج). وقال جوليان على موقعه الإلكتروني انه سيصدر البوم فردي جديد بعنوان (تيراني) في سبتمبر 2014.

## روابط خارجية
- جوليان كازابلانكاس على موقع IMDb (الإنجليزية)
- جوليان كازابلانكاس على موقع الموسوعة البريطانية (الإنجليزية)
- جوليان كازابلانكاس على موقع ألو سيني (الفرنسية)
- جوليان كازابلانكاس على موقع ميوزك برينز (الإنجليزية)
- جوليان كازابلانكاس على موقع رولينغ ستون (الإنجليزية)
- جوليان كازابلانكاس على موقع إن إن دي بي (الإنجليزية)
- جوليان كازابلانكاس على موقع أول ميوزيك (الإنجليزية)
- جوليان كازابلانكاس على موقع ديسكوغز (الإنجليزية)
- جوليان كازابلانكاس على موقع قاعدة بيانات الفيلم (الإنجليزية)